# Nicolas Houël

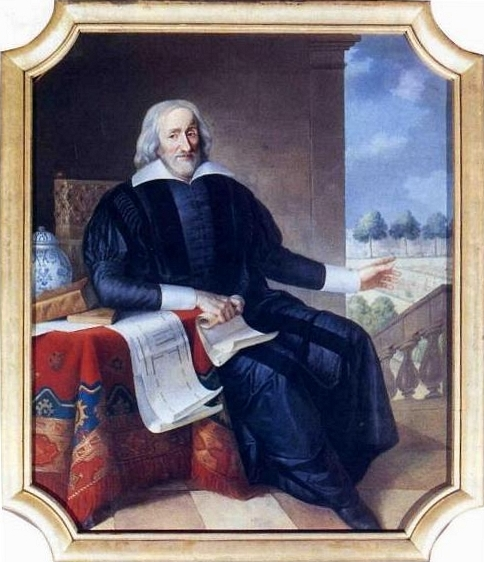
Nicolas Houël,
postumes Porträt als „Gründervater“

Nicolas Houël (* wahrscheinlich 1524; † 1587 in Paris) war ein französischer Apotheker, Schriftsteller und Gründer eines Waisenhauses mit Pharmazieschule in Paris.

## Leben
Houël, über dessen frühe Jahre nichts bekannt ist, führte seit rund drei Jahrzehnten eine Apotheke in der Nähe der Place de Grève, als er sich 1576, über 50-jährig, an Heinrich III. wandte mit der Bitte, aus seinem Vermögen eine Einrichtung für mittellose Kranke und Waisen mit einem Heilkräutergarten gründen zu dürfen, wo diese zugleich die Arzneimittelkunde und -herstellung erlernen könnten, um ihre Produkte wiederum an Arme auszugeben.
Der König privilegierte die Gründung, der Houël den Namen Maison de la Charité chrétienne („Haus der christlichen Liebe“) gab. Schon bald erfolgte der Umzug aus dem ersten Haus in das größere ehemalige Syphilis-Hospital im Faubourg Saint-Marcel. 1579 wurden Gebäude und Gärten von einem Hochwasser der Bièvre verwüstet. Houël organisierte und finanzierte den Wiederaufbau und den Erwerb eines höher gelegenen Geländes, des Terrain des Vieux Fossés, das später der Hauptsitz der Einrichtung wurde. Diese bestand mit wechselnden Arbeitsschwerpunkten, Namen und Häusern weiter – heute als Faculté de pharmacie de Paris Teil der Pariser Descartes-Universität.
Für sein karitatives Wirken kamen Houël sein poetisches Talent und seine guten Beziehungen zum Hof und zu Pariser Künstlern und Intellektuellen wie Germain Pilon zugute. Bereits 1563 verfasste er die Histoire de la Reine Arthémise in gereimten Einzelszenen mit Illustrationen von Antoine Caron, phantasievoll kombiniert aus den Biografien der antiken Herrscherinnen Artemisia I. und Artemisia II., eine Huldigung an Königin Caterina de’ Medici und jahrzehntelang Inspirationsquelle für ein Genre von Bildteppichserien wie die Hildesheimer Artemisia-Gobelins. 1584 entstand die Procession de Louise de Lorraine, ebenfalls gereimt und mit Bildern, darin die Darstellung seines Traums vom idealen Hospital mit Pharmazie und Heilgarten. Außerdem veröffentlichte er mehrere arzneikundliche Werke.
Houël war dreimal verheiratet und zweimal verwitwet.